# Guineu grisa argentina
La guineu grisa argentina (Lycalopex griseus) és una espècie de guineu del gènere Lycalopex. Se la troba al Con Sud de Sud-amèrica, particularment a l'Argentina i Xile. Pesa 2,5-4 kg i fa 45-70 cm de llargada. La seva dieta es compon principalment de rosegadors, conills i ocells.
Respecte a la reproducció, amb cada ventrada neixen 2-4 cries després d'un període de gestació de dos mesos, que culmina al març.